# La Baroche-sous-Lucé
La Baroche-sous-Lucé est une ancienne commune française du Passais, située dans le département de l'Orne en région Normandie, devenue le 1er janvier 2016 une commune déléguée au sein de la commune nouvelle de Juvigny Val d'Andaine.
Elle est peuplée de 411 habitants.

## Géographie
Couvrant 2 218 hectares, le territoire communal est le plus étendu du canton de Juvigny-sous-Andaine.
| Domfront      | Perrou               | Juvigny-sous-Andaine      |
| Lucé, Avrilly | La Baroche-sous-Lucé | Beaulandais               |
| Ceaucé        | Loré                 | Saint-Denis-de-Villenette |

## Toponymie
Le nom de la localité est attesté sous la forme Bazocha en 1150. 
Le toponyme est issu de l'ancien français basoche, « église », issu lui -même du latin basilica qui avait un sens plus large et a évolué en français vers basilique. Il semble qu'il ait subi l'attraction de paroche (latin parochia), « paroisse ».
Le déterminant complémentaire sous-Lucé est celui de la commune de Lucé, limitrophe à l'ouest et lui a été rajouté entre 1793 et 1801.
Le gentilé est Barochéen.

## Histoire
La Baroche fut un lieu de passage très tôt. La voie romaine passant sur la commune permet de l'affirmer. De même la toponymie nous prouve l'ancienneté de certains villages. Le nom du village des Étrées atteste un passage d'une voie couverte de pierre sous l'occupation romaine. Quant aux villages de Quincé et Auverné, ils sont tous deux des noms de fundi gallo-romains.
Aux alentours du XIe siècle fut construite la motte du Bourg. Il semble acquis que cette motte fût érigée (Comme celles de Lucé, Sept-Forges et Ceaucé) par Guillaume le Conquérant pour assiéger Domfront lors de sa conquête du Passais (précédemment mainiot) et du reste du Maine. À cette même époque, les défrichements commencent à La Baroche. Là encore, la toponymie en a gardé les traces : le Bois-Jo(u)sselin, le Bois Blondel, le Boisgontier, la Boisnière, Thibois, la Foretterie… À ces noms, ajoutons ceux désignant ceux de l'Aunay, le Chêne Blanc, l'Épinette, la Haie… On remarque ainsi les traces d'une ancienne forêt qui s'étendait au sud de Domfront. Celle-ci s'appelait autrefois forêt de la Silve Drue, ou forêt de Passais.
On trouvait à La Baroche trois seigneuries importantes mais pas forcément à la même époque :
- Celle du Bois Jousselin (Bois du seigneur Josselin de Domfront, probablement le père de Richard de Luci), dont dépendait la motte, de nombreuses maisons sises au bourg, et une douzaine de villages.
- Celle du Bois Blondel, avec sa chapelle, parmi sa mouvance, on trouvait le moulin de Thibois et probablement celui de Gasquais.
- Celui de Quincé.

À la création des cantons, La Baroche est chef-lieu de canton. Ce canton est supprimé lors du redécoupage cantonal de l'an IX (1801).
Il reste le bâtiment de l'ancienne gare, au lieu-dit la Halte. La Baroche était une étape de la ligne Domfront-Alençon.

## Politique et administration
Le conseil municipal est composé de onze membres dont le maire et deux adjoints.

## Démographie
En 2021, la commune comptait 411 habitants. Depuis 2004, les enquêtes de recensement dans les communes de moins de 10 000 habitants ont lieu tous les cinq ans (en 2007, 2012, 2017, etc. pour La Baroche-sous-Lucé) et les chiffres de population municipale légale des autres années sont des estimations.
Au premier recensement républicain, en 1793, La Baroche comptait 1 602 habitants, population jamais atteinte depuis.
| 1793  | 1800  | 1806  | 1821  | 1831  | 1836  | 1841  | 1846  | 1851  |
| ----- | ----- | ----- | ----- | ----- | ----- | ----- | ----- | ----- |
| 1 602 | 1 211 | 1 533 | 1 291 | 1 545 | 1 565 | 1 522 | 1 568 | 1 524 |

| 1856  | 1861  | 1866  | 1872  | 1876  | 1881  | 1886  | 1891  | 1896  |
| ----- | ----- | ----- | ----- | ----- | ----- | ----- | ----- | ----- |
| 1 478 | 1 377 | 1 317 | 1 258 | 1 326 | 1 226 | 1 186 | 1 120 | 1 095 |

| 1901  | 1906  | 1911 | 1921 | 1926 | 1931 | 1936 | 1946 | 1954 |
| ----- | ----- | ---- | ---- | ---- | ---- | ---- | ---- | ---- |
| 1 063 | 1 040 | 985  | 771  | 749  | 730  | 735  | 710  | 691  |

| 1962 | 1968 | 1975 | 1982 | 1990 | 1999 | 2007 | 2011 | 2016 |
| ---- | ---- | ---- | ---- | ---- | ---- | ---- | ---- | ---- |
| 634  | 542  | 504  | 504  | 506  | 433  | 388  | 395  | 388  |

| 2019 | - | - | - | - | - | - | - | - |
| ---- | - | - | - | - | - | - | - | - |
| 384  | - | - | - | - | - | - | - | - |

## Lieux et monuments

### La « Butte » de La Baroche
Au cœur du Bourg, subsiste depuis 900 ans une motte féodale. Située derrière l'ancienne école, elle est le plus ancien témoin de l'histoire de la commune. Au fil des siècles, elle a subsisté, malgré les multiples transformations qu'elle a dû subir. La motte a en effet été en partie détruite pour remblayer de nombreux chemins vicinaux, ou pour être remplacée par des jardins, et cours. Ronde à l'origine, elle devait être entourée d'un fossé large de 5 à 6 mètres, dont on ne voit aujourd'hui aucune trace. Elle mesure aujourd'hui 8 mètres de hauteur alors qu'elle en faisait, selon un aveu de 1689, 12 à 15 m de hauteur, un diamètre de 30 m au sommet et 60 m à la base.
La motte appartenait à la seigneurie du Bois Jousselin. Ce village se trouve à environ un kilomètre au nord du Bourg. Sur la motte, ne reste aucune trace de constructions. Cela est probablement dû au fait que sur la plupart des mottes féodales de ce type, les édifices y étaient construits en bois. Il se composaient d'une forteresse de bois au sommet, et d'une palissade autour.
Derrière la Butte  se trouve un ancien calvaire datant du XVIe siècle. Il a sans doute été réalisé par un artisan local. D'après certains écrits  plaçant ce calvaire "à la vue des fidèles" quittant la messe, L'église antérieure se situait dans ce périmètre.

### L'église Saint-Martin
Il ne reste aucune trace du prieuré et de l'église primitive fondée par les moines de Lonlay-l'Abbaye si ce n'est le repère du calvaire de la butte. L'église actuelle fut construite entre 1892 et 1894. L'église précédente tombait en ruines.
Dans l'église actuelle se trouve un bas-relief en pierre calcaire polychrome représentant la charité de saint Martin : le soldat romain, future évêque de Tours, partageant son manteau avec un pauvre. Cette pièce datant du XIVe siècle est classée à titre d'objet aux Monuments historiques.
On remarque également dans cette église quelques pierres tombales, dont celle d'un certain Jacques Le Tourneur, curé décédé en 1720, et une seconde comportant un blason, mais il semble trop abîmé pour être déchiffré.

### Le Bois Blandel (ou Blondel)
Ce village conserve une chapelle dédiée à sainte Barbe. Elle fut bénite en 1475. Cette chapelle fut la seule dans tout le canton à être consacrée, et ce, pendant plusieurs siècles. Elle aurait appartenu à Grégoire Langlois, évêque de Sées. Cette chapelle est la seule construction restée de ce village qui comportait un manoir et un colombier. Ce fief appartenait à un certain Guillaume Bunout (ou Busnoust, ou Burnoust) au XIVe siècle, puis passe aux mains de la famille Millet, puis par alliance aux d'Oilliamson.

### Autres lieux
De nombreuses autres maisons et villages peuvent être cités pour leurs bâtiments remarquables, comme le Coudray, un manoir bâti en 1777, le Petit Quincé construit au début du XVIIIe siècle, le Bois Jo(u)sselin, la Poitevinière, le Boisgontier.

## Activité et manifestations

### Sports
L'Association sportive de La Baroche fait évoluer deux équipes de football en divisions de district. Elle a gagné la Coupe de l'Orne en 1989[réf. nécessaire].

## Personnalités liées à la commune
- Guillaume Bertrand Bonnet fut élevé dans le diocèse d'Angers. Il devint d'abord l'archidiaconé de Passais puis en 1290 trésorier du chapitre de la cathédrale d'Angers, et enfin en 1306, il fut appelé par Clément V à être évêque de Bayeux. Ce même pape le nomma commissaire dans l'affaire des Templiers. Il fonda à Paris le collège de Bayeux en 1308. Cet évêque se distingua par son esprit. Il mourut à Angers en 1312.
- Grégoire Langlois fut évêque de Séez (Sées) et assista en 1395 à l'assemblée de Paris, convoqué par Charles VI. Il fonda à Paris le collège de Séez, et à La Baroche une chapelle Saint-Julien avec un chapelain perpétuel. Ce grand homme aimait les lettres et se rendit recommandable par sa sagesse et sa profonde érudition. [Histoire de Domfront par F. Liard, Édition de 1883]
- Un autre homme important de la commune est un certain Joachim de Quincé. Seigneur du Quincé en La Baroche-sous-Lucé, cet homme eut de très hautes distinctions. Présent lors des guerres d'Espagne, mais aussi en Allemagne où il servit avec distinction, il fut honoré par l'empereur Ferdinand (II ou III?) du titre de « comte du Saint-Empire à perpétuité ». Il fut également présent aux sièges de Royan, la Rochelle, Casal, Pignerol, etc. Ce chevalier, comte de Quincé, comte du Saint-Empire, baron de Montaigu, maréchal des camps et armées du roi, fut également gouverneur de la ville et du château de Domfront et gouverneur du Châtelet en Picardie. Il fut chargé de négocier à Madrid le mariage de Louis XIV, qui aboutira au traité des Pyrénées. Il épousa Gabrielle de Bréget le 26 novembre 1629. Leur contrat de mariage fut signé au Louvre, dans le cabinet de la Reine. Tous les plus grands noms de France assistèrent au mariage. Dans l'ancienne église de La Baroche, une crypte contenait dans un cercueil de cuivre, le corps de Joachim de Quincé, mort à Madrid en 1659.
- Son fils, Louis de Quincé, comte du Saint-Empire romain, maître de camp, général des carabiniers de France fut aussi gouverneur de la ville de Domfront. Il fut un des bienfaiteurs de la ville de Domfront, de l'église Saint-Julien et l'un des fondateurs du collège de Domfront et du château de Godras dans la même ville..